# Cockfighter
Cockfighter è un film del 1974 diretto da Monte Hellman. Tratto dal romanzo Nato per uccidere (Cockfighter)  di Charles Willeford (che fu anche sceneggiatore del film), è interpretato da Warren Oates, Richard B. Shull e Harry Dean Stanton. Il film non è mai arrivato nelle sale italiane (ad eccezione di qualche proiezione in lingua originale all'interno di retrospettive) e al momento del suo lancio negli Stati Uniti fu criticato per mostrare reali scene di combattimenti tra galli.

## Trama
Frank Mansfield è ossessionato dai combattimenti di galli, ma un giorno perde tutto e torna dalla sua ex fidanzata.